# Dombeya albotomentosa
Dombeya albotomentosa är en malvaväxtart som beskrevs av Arenes. Dombeya albotomentosa ingår i släktet Dombeya och familjen malvaväxter. Inga underarter finns listade i Catalogue of Life.